# Загублений робот AL-76
«Загублений робот AL-76» (англ. Robot AL-76 Goes Astray) — науково-фантастичне оповідання американського письменника Айзека Азімова, опубліковане 1942 року в журналі Amazing Stories. Оповідання ввійшло в збірки «Інше про роботів» (1964), «Все про роботів» (1982).

## Сюжет
Робот AL-76 (чи просто — Ел), спроектований для гірничих робіт на Місяці, одразу після свого виготовлення на заводі компанії U.S. Robots and Mechanical Men, Inc., губиться в сільській місцевості Вірджинії.
Перебування роботів на Землі поза заводами, що їх виготовляють, заборонено законом. Позитронний мозок Ела має знання тільки про Місяць та свої професійні обов'язки. Компанія починає термінові пошуки.
Ел, розлякавши своїм виглядом місцевих жителів, зустрічає Рендольфа Пейна, старого, що ремонтує побутову техніку в своїй майстерні. Ел розказує, що йому необхідно знайти свій робочий механізм «Дезінто» і розпочати роботу, щоб надолужити згаяне.
Щоб утримати Ела і заробити нагороду, Рендольф наплітає роботу нісенітниць. Зрештою, після отримання дозволу самому зібрати «Дезінто» і працювати на ньому, Ел залишається.
Використовуючи старий трактор, холодильники та радіоприймачі, Ел будує свій «Дезінто» і вмикає його — не бачачи, що їх вже оточили озброєні місцеві жителі. Миттєво знісши пагорб та зачаєних там переслідувачів, він лякає Рендольфа, і той наказує потрощити машину і забути все.
Представники компанії знаходять Ела, і жалкують, що не встигли врятувати саморобний «Дезінто», який був набагато дешевшим та ефективнішим за стандартний.